# Chiesa di San Vincenzo (Ameglia)
La chiesa di San Vincenzo è un luogo di culto cattolico situato nel comune di Ameglia in provincia della Spezia. La chiesa è sede della parrocchia omonima del vicariato della Media Val di Magra della diocesi della Spezia-Sarzana-Brugnato.

## Storia e descrizione

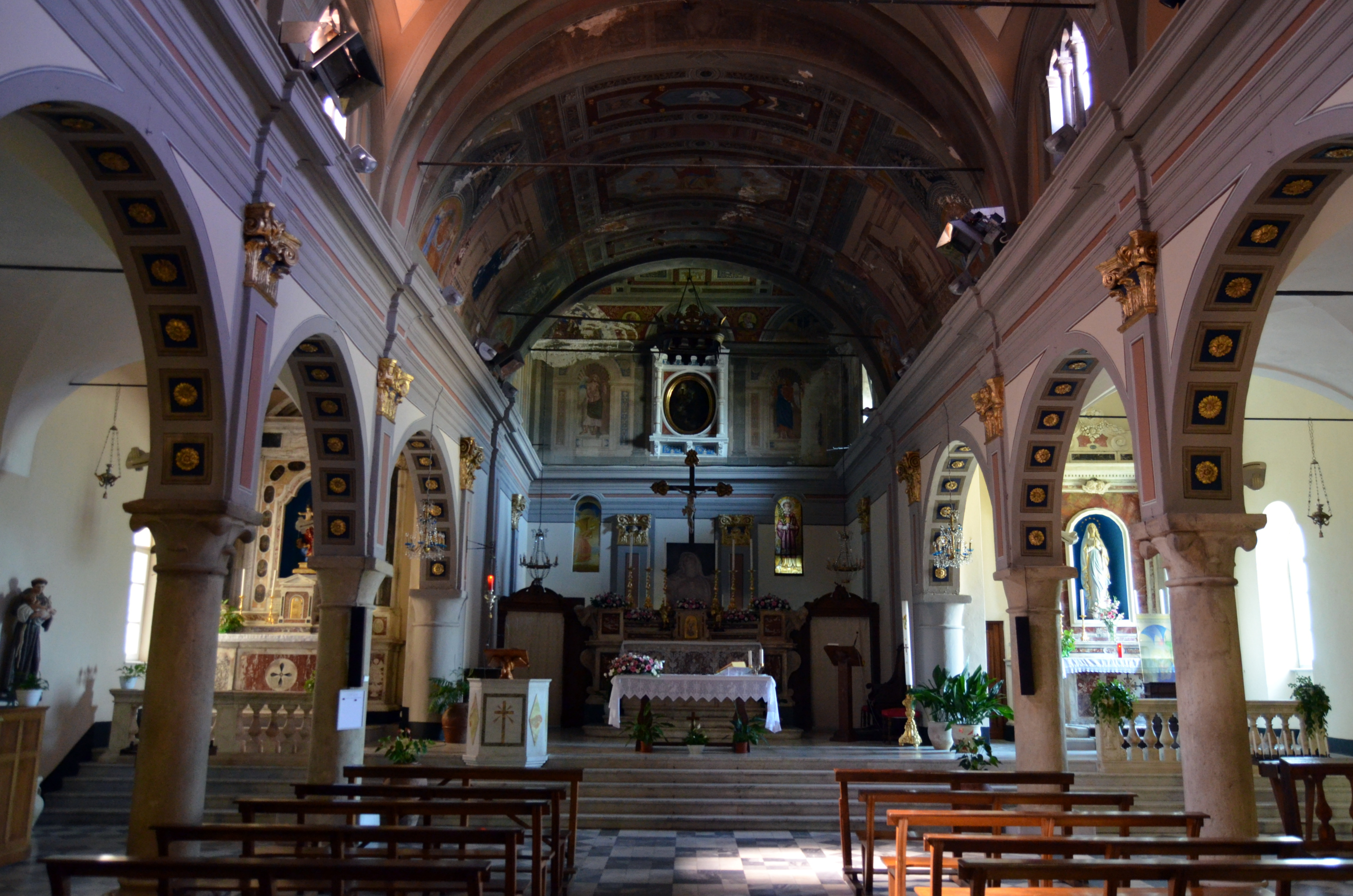
La navata centrale della parrocchiale

La pieve di San Vincenzo di Ameglia era una delle più importanti dell'antica diocesi di Luni. Di origine alto medievale l'edificio venne totalmente riedificata nel XV secolo e ancora riedificata nel 1932.
Sulla facciata, a salienti, un rosone e, sopra il portale, un bassorilievo marmoreo con la Vergine con il Bambino benedicente, tra due santi. L'interno, diviso in tre navate e con un vasto presbiterio, conserva varie opere d'arte.
Di particolare pregio artistico è un trittico in marmo del 1527 di Domenico Gar raffigurante, nella nicchia centrale, i santi Vincenzo, Rocco e Sebastiano e, nella lunetta, l'Annunciazione.
Vi è custodito anche un dipinto della pittrice Francesca Martelli Prandini, del 1677, ritraente la Madonna col Bambino e i santi Lorenzo, Giovannino e Apollonia.